# Joan Riera Ferrari
Joan Riera Ferrari (Manacor, Mallorca, 1942 - Manacor, 2017) fou un pintor i escultor mallorquí.
El 1950, la seva mare mor quan ell només tenia vuit anys. Aleshores li regalen una capsa de pinturetes i realitza amb ella els seus primers dibuixos. Es formà a la Reial Acadèmia Catalana de Belles Arts de Sant Jordi, on compartirà aula amb Xim Torrens, Daniel Codorniu i Castanyer. El 1967 torna a Mallorca i feu la seva primera mostra com a pintor al Centre Cultural de Manacor i, tan sols cinc anys després, l’any 1967, les seves obres ja tenien un caire internacional i protagonitzà una exposició a la galeria Charbonel d’Hèlsinki. Eivissa, Roma, Múnic o Bèlgica són exemples d’alguns dels llocs que captivaren Joan Riera.
Artista transgressor, el 1969 realitza una instal·lació a l'església manacorina col·locant un crist a la creu boca per avall, això provoca irades protestes al poble. A la dècada dels 70 establirà la seva residència a Cala d'Or, on dedicarà gran part de temps al disseny artístic d'interiors, treballant per a importants cadenes hoteleres. En aquesta mateixa dècada obrirà la seva pròpia galeria ‘Picarol’ per promocionar joves artistes entre els quals hi ha un jove artista felanitxer, Miquel Barceló Artigues. Viatjarà entre altres ciutats europees, a Venècia i Basilea, en aquesta darrera ciutat inaugurarà la sèrie Fasnacht, que posteriorment s'exposarà al Museu de Mallorca.
El 1992-93 en un nou espai de treball instal·lat de nou a Manacor, 'L'Auba', iniciarà els seus assajos amb les tècniques mixtes buscant confrontar el principi i el final de les coses (la vida i la mort) i buscant el seu propi llenguatge, que serà el que el precedirà a partir d'aleshores on vagi, presentarà la seva sèrie Tramuntana el principi que conduirà a la sèrie Roques la més popularment coneguda. A mitjans dels 90 presentarà l'exposició dels primers paisatges robustos de tècnica mixta amb gruixudes textures a base de marmolines i sorres amb olis; a Los Angeles, exposició que li oferirà un gran èxit i marcarà inevitablement la seva carrera artística.
La seva afició a viatjar inspirà nombroses de les seves sèries pictòriques, que el portaren a exposar a galeries de gran renom, com la J. Bastien Art de Brussel·les o la Hartley-Hill Gallery de Califòrnia. També a participar en fires internacionals d’art, com Lineart de Bèlgica amb la J. Bastien Art o Arte Roma en un estand de la Galeria Ra del Rey (1997). En l’àmbit estatal el seu èxit fou indiscutible i el dugué a formar part de les fires nacionals més importants com ARCO a Madrid o la fira de Barcelona Art Expo, a exposar a nombroses ciutats d’Espanya i a rebre distincions com el Premi Amics de l’Art l’any 1999. El 2009 el Govern de les Illes Balears el guardonà amb el premi Ramon Llull.
L’any 2007, Riera oferí obres de la seva col·lecció privada i organitzà conjuntament amb l’ONG Llevant en Marxa una subhasta per a la construcció de pous d’aigua en benefici d’Etiòpia.
L'any 2022 fou nomenat fill il·lustre de la seva ciutat natal, Manacor en una cerimonia juntament amb les proclamacions de Catalina Riera i Roig, Aina M. Sansó i Rosselló i Lluïsa Fuster i Cortès.